# Library of Congress classification
Kongressbibliotekets klassificering (engelska: Library of Congress classification) är ett klassifikationssystem utvecklat vid Library of Congress i Washington. Det används i många bibliotek i USA men också på andra ställen i världen.